# كادافيرين
الكادافيرين أو كادافرين  (Cadaverine) أو 5,1-ثنائي أمين البنتان هو مركب كيميائي عضوي له الصيغة C5H14N2، وهو يحوي زمرتي أمين مرتبطين على طرفي سلسلة كربونية مكونة من خمس ذرات، ويكون على شكل سائل عديم اللون إلى أصفر.

## الوفرة الطبيعية والتحضير
يتكون الكادافيرين كناتج طبيعي لعملية تقويض الأحماض الأمينية في المتعضيات الحية أو الميتة، وهو يعد مسؤولاً عن الرائحة الكريهة الصادرة عن تفسخ الأنسجة الحية. كما يعد أحد المركبات المسؤولة عن الرائحة المميزة للبول.
يحضر الكادافيرين من عملية نزع كربوكسيل من الحمض الأميني ليسين.

## الخصائص
يكون الكادافيرين على شكل سائل عديم اللون إلى أصفر وله قوام زيتي، ويمتزج مع المذيبات العضوية مثل الإيثانول وثنائي إيثيل الإيثر.
إن الكادافيرين من المركبات السامة للإنسان عندما يكون بكميات كبيرة، وهو سام بالنسبة للجرذان، حيث تبلغ قيمة السمية الفموية الحادة له 83 مغ لكل كغ من وزن الجسم.

## الأهمية السريرية
عُثر على مستويات مرتفعة من الكادافيرين في بول بعض المرضى المصابين بعيوب في استقلاب اللايسين. تم الإشارة إلى أن الرائحة التي ارتبطت شيوعاً بالتهاب المهبل البكتيري تتعلق بالكادافيرين والبوتريسكين.